# Чун-дон (станция метро, Пучхон)
«Чун-дон» (кор. 중동역) — наземная станция Сеульского метро на Первой (Линия Кёнкин) линии. Одна из 5 станций метро на территории Пучхона. Станция открыта на уже действующем участке между станциями Пучхон и Соннэ. На станции установлены платформенные раздвижные двери.
Она представлена двумя боковыми платформами. Станция обслуживается Корейской национальной железнодорожной корпорацией (Korail). Расположена в квартале Соннэ-дон района Сосагу города Пучхон (провинция Кёнгидо, Республика Корея).
На Первой линии поезда Кёнвон экспресс (GWː Gyeongwon) и Кёнкин экспресс (GI: Gyeongin) обслуживают станцию; Кёнбусон красный экспресс (GB: Gyeongbu red express) и Кёнбусон зелёный экспресс (SC: Gyeongbu green express) не обслуживают станцию.
Пассажиропоток — на 1 линии  22 325 чел/день (на 2012 год).